# Karschia tadzhika
Espèce
Karschia tadzhika est une espèce de solifuges de la famille des Karschiidae.

## Distribution
Cette espèce est endémique du Tadjikistan.

## Description
La femelle holotype mesure 15,5 mm.

## Étymologie
Son nom d'espèce lui a été donné en référence au lieu de sa découverte, le Tadjikistan.

## Publication originale
- Gromov, 2004 : Four new species of the genus Karschia Walter, 1889 (Arachnida: Solifugae: Karschiidae) from Central Asia. Arthropoda Selecta Special Issue, no 1, p. 83-92 (texte intégral).